# 小倉淳の早起きGoodDay!
小倉淳の早起きGoodDay! （おぐらじゅんのはやおきグッデイ!）は、ニッポン放送で2007年10月1日から2010年6月24日にかけて2年9ヶ月間放送されていたラジオ番組。月曜日 - 金曜日　4:30〜6:00にニッポン放送4階の第2スタジオからの生放送。パーソナリティはフリーアナウンサーの小倉淳。キャッチコピーは「朝イチ ニュースジョッキー」。
通常であれば、金曜日も放送されるが、25日早朝が「中継特別番組」の試合中継のため、一日前倒しで終了となった。

## 放送時間
- 毎週月曜日 - 金曜日　4:30〜6:00

## 番組概要
2007年10月、「ニッポン放送はじまるよ!」をキーワードに行われたニッポン放送平日午前枠（4:30 - 11:30）の大幅な番組改編で生まれた生放送のラジオ番組。これまで、5:00 - 8:30で放送されていた『森永卓郎と垣花正 朝はニッポン一番ノリ!』の前半枠にあたる部分がこの部分にあたる。放送枠はニッポン放送平日早朝帯ワイド番組。2003年秋改編で「桜庭亮平 朝刊フジ」のスタート時間が5:00（放送開始当初は4:30だった）に繰り下げられて以来、4年ぶりに朝一番の起点が4:30となった。
なお、『いまに哲夫のジョイフルモーニングニッポン』『トキちゃんの今日もいい朝!歌謡曲!!』『桜庭亮平 朝刊フジ』と続いていた4時台のNRN系列局向けネットはせず、全篇関東ローカル。そのため当時の『オールナイトニッポンエバーグリーン』『くり万太郎のオールナイトニッポンR』に関しては4:30で飛び降りポイントを設けた。
番組には「早起きリビング」以外にアシスタントはおらず、ディスクジョッキーならぬニュースジョッキーとして、小倉が一人で進行。

## パーソナリティ
- 小倉淳（フリーアナウンサー）

日本テレビを退社後、初のラジオ出演をしたのがニッポン放送だった（日本テレビ時代にもラジオ日本に出向して『小倉淳のモーニング・キックオフ』を担当した時期有り）。ニッポン放送新春特番『小倉淳の世界の国からおめでとう！』（2007年1月1日 5:00 - 11:20、生放送）でメインパーソナリティを務めている。この番組が始まる前、ニッポン放送の午前の番組で代理パーソナリティを務めた。2007年2月26日 - 3月1日は『森永卓郎と垣花正の朝はニッポン一番ノリ!』で垣花正の代わり、2007年9月3日 - 9月7日は『うえやなぎまさひこのサプライズ!』でうえやなぎまさひこ（後に上柳昌彦へ表記を変更）の代わりに出演している。次の番組である『上柳昌彦のお早うGoodDay!』では、6:26頃に「早起きリビングアンコール」を担当している。また、同番組のコーナーである7:45頃の「ザ・特集」にレポーターとして出演したこともある。上柳とは同い年（上柳が1957年8月1日、小倉が1958年3月9日生まれ）。2人は1980年に日本テレビのアナウンサー試験を受け、小倉は合格、上柳は不合格となりニッポン放送に入社している。

## 歴史
2007年
- 10月1日、番組開始。「GoodDayビートルズリクエスト」の第1回はデビュー曲の「Love Me Do」、「GoodDayサザンリクエスト」の第1回は「お願いD.J」、共に小倉が選んだ。「オグラ発」の第1回では、番組の時間に働いている仕事ということで豆腐屋に取材した。
- 10月5日、ニッポン放送玄関前からの中継に一般人の見学者が初めて一人来る。
- 10月26日、10月30日、MLBワールドシリーズ特番のため、30分遅れの5時から放送。
- 11月1日、番組初のゲストとしてDr.コパが出演。
- 12月25日、『第33回ラジオ・チャリティー・ミュージックソン』のため番組がお休み。

2008年
- 1月1日、5:00〜8:30の枠で新春特番『初日の出放送局 小倉淳の今年もGood Day!』を放送。
- 2月25日、オールナイトニッポンドリームウィークによる特別番組『飯田浩司のオールナイトニッポン』のため、30分遅れの5時から放送。
- 11月8日 - 9日、ラジオパークでイベント。「ケータイ情報局特設ブース」の他、9日は9:00から「お早うGoodDay!」との合同60分特番（実質は「お早う〜」メイン）を放送した。
- 12月25日、『第34回ラジオ・チャリティー・ミュージックソン』のため番組がお休み。

2009年
- 1月1日、5:00 - 11:30の枠で新春特番『初日の出放送局 小倉淳の今年もGood Day! 2009年はウっしっし!!』を放送。アシスタントは杉浦美帆。初日の出レポーターは飯田浩司。Good Day!ベースの特番は2年連続、小倉メインの新春特番は3年連続。オープニングテーマは「Together／松下奈緒」（NTVズームイン!!SUPERのお天気テーマであった）。
- 1月2日、正月特番『新春歌めぐり　飯田浩司のお正月だよ!ぐるーり日本一周』のため番組がお休み。
- 1月5日以降、4:30、5:00、5:20の「ニッポン放送ニュース」「ニッポン放送交通情報」のサウンドアタックがなくなった。5:40の「ニッポン放送交通情報」は従来通りサウンドアタックを付加しての放送。
- 4月20日、『上柳昌彦のお早うGoodDay!』ともども放送400回を迎える。ただし当番組において、小倉はリスナーからの投稿で気づいた。
- 12月25日、『第35回ラジオ・チャリティー・ミュージックソン』のため番組がお休み。

2010年
- 1月1日、4:30 - 12:00の枠で新春特番『ニッポン放送新春スペシャル飯田浩司の聴くとハッピーニューイヤー2010〜世界の国からめでタイガー〜』を放送。パーソナリティは過去2年連続で初日の出レポーターを務めた飯田浩司、アシスタントは増田みのり（朝番組では栗村智 あなたと朝イチバン（土曜）に出演中）、初日の出レポーターは五戸美樹。番組はお休み。
- 6月9日、6月24日で番組が終了することが小倉から発表される。
- 6月24日、最終回。全706回、正月特番を含め709回（2007年・2008年・2009年）。
タイムテーブルを一部変更して放送された。
5:43　早起きリビング→5:47　docomo 携帯情報局→5:52　最後のメッセージ（「希望の轍／サザンオールスターズ」と「イッツ・ア・グッド・デイ／ペギー・リー」にのせて）。

## 2010年6月番組終了時のタイムテーブル
（時刻は多少ずれることがある）
太字のコーナー名は新コーナー
- 4:30　オープニング〜首都圏の天気（南関東各地の予報と東京における日の出時刻』
- 4:33　朝いちばんのニッポン放送ニュース
- 4:36　朝いちばんのスポーツニュース　〜CM
- 4:40　心に残るあの歌この歌　パートⅠ
- 4:57　ニッポン放送からのお知らせ、5時台の番組予告
- 5:00　5時のオープニング〜朝刊チェック
- 5:03　ニッポン放送ニュース、首都圏ニュース
- 5:06　天気予報
- 5:08　心に残るあの歌この歌　パートⅡ
- 5:16　スポーツニュース
- 5:19　朝刊拾い読み
- 5:23　早起きお便り
- 5:25　心のともしび（録音）
- 5:30　GoodDay! モーニングフラッシュ
- 5:34　なるほど!朝一番
- 5:39　交通情報（九段センター）
- 5:42　海の天気予報
- 5:45　（月 - 木）オグラ発〜こんな記事見つけました／（金）オグラ発〜こんな映画見てきました
- 5:47　早起きリビング

次の番組である『上柳昌彦のお早うGoodDay!』のアシスタント（月・火・水曜日は石川みゆき、木・金曜日は増山さやか）がスタジオ入りする。
初期の頃、那須恵理子は食べ物、石川はジュエリーの紹介日にあたることが多かった。増山の登板で曜日担当も変わってしまったので、特異日のようなことはなくなった。
- 5:51　docomo 携帯情報局
- 5:55　電話コーナー「あなたの朝を教えてください」

テーマソング（事実上のエンディング曲）は「イッツ・ア・グッド・デイ／ペギー・リー」。
- 5:57　次の番組である『上柳昌彦のお早うGoodDay!』の上柳昌彦アナウンサーに呼びかけ、エンディング
- 5:58　（CM→提供クレジット）

### 主なコーナーの内容
心に残るあの歌この歌（パートⅠは4：40頃 - 、パートⅡは5：09頃 - ）
毎日テーマを決めて、リスナーから寄せられたリクエストを放送。テーマの例として、「ご当地ソング〜○○編〜」「雨の歌特集」など。初期の「ビートルズ」「洋楽」「サザンオールスターズ」の形式をそのままに、曲幅を広げたもの。楽曲は昭和から平成の初期が多い中で、曲によっては平成後期の楽曲もある。
ただし、政見放送などで4時台が休止となる場合は2〜3日同じテーマのこともある。2009年8月の第45回衆議院議員総選挙の政見放送により4:30 - 5:00の放送が休止になったときが該当。
朝刊拾い読み（5：19頃 - ）
朝刊から気になる記事をピックアップ。また、「暮らしのページ」が合体したため、生活に密着した情報も。
GoodDay! モーニングフラッシュ（5：30 - ）
ニュース、首都圏天気、スポーツ、芸能ニュースを5分間で。
なるほど!朝一番（5：34頃 - ）
朝の気になる話題に関して専門家に電話を掛ける。
マリンバンク 海の天気予報（5：42頃 - ）
関東近海の天気や日の出日の入り、潮周り、満潮干潮などの情報。
オグラ発（5：45頃 - ）
新聞記事から、生活に密着していたり、小倉の気になった記事を紹介。5時台前半の新聞コーナーとあわせ、辛辣なコメントをすることも。金曜日は小倉が見てきた映画を紹介。初期は小倉自身が取材に出たりしていたが、小倉が江戸川大学の講師（准教授）になったこともあり内容変更。ただし、スペシャルウィーク中は枠を拡大して（なるほど!朝一番が休止）、インタビューすることも。
docomo 携帯情報局（5：51頃 - ）
docomoのiモードを使用した色んな生活に役立つ情報を発信。また、後半は首都圏のお出かけ情報
「あなたの朝を教えてください」（5：55頃 - ）
リスナー宅や、イベント会場、様々な経営者の方のもとに電話をかける。

#### 過去の編成
忘れられない一言
4:55頃から放送している。リスナーがある人から言われて忘れることのできない一言を受け付けるコーナー。2009年11月には、リスナーから寄せられた一言を一冊に纏めた本「人生はカレーライス」を出版した。同時に小倉による出版記念イベントも行われた。
番組のメインテーマ曲
初代（2007.10 - 2009.2）『恋におちたら image version』／松下奈緒（ピアニスト・女優。Crystal Kay『恋におちたら』のピアノインストゥルメンタルによるカバー、アルバム「dolce」に収録）。
放送当初、ピアニストの天平（『上柳昌彦のお早うGoodDay!』テーマソングを作曲・演奏）が演奏しているという情報が流れたことがあったが、誤報であった。
2代目（2009.3 - 2009.8）不明。
3代目（2009.8 - 2010.4.2）『あの人のあの言葉』／成底ゆう子
もともとは番組で使用されている「ラララ～」で歌う方のメロディのみであった。そこに「忘れられない言葉」でリスナーから寄せられたメッセージを基に成底が歌詞を書きくわえたもの。
4代目（2010.4.5 - ）不明。
ピアノでのイントロが印象的な曲。
番組内でのBGM
4時台のスポーツニュースでは「いい日だったね。／DEPAPEPE」（Let's Go!!!所収）が使用されていた。初期の天気予報のBGMでは同一アルバム内の「風見鶏」も使用。
番組内のジングルは次の時間帯の『上柳昌彦のお早うGoodDay!』のものとほぼ共通（「お早う」を「早起き」に入れ替えただけのもの）。ただし、4:57頃のジングルはこの番組でのみ使用されている。
この番組の開始により、『オールナイトニッポンエバーグリーン』（2009年春からは『くり万太郎のオールナイトニッポンR』）のニッポン放送での放送が午前4:30までとなった。27時台オールナイトニッポン（当時はオールナイトニッポンR）が4:30終了になるのは、『いまに哲夫のジョイフルモーニングニッポン』放送による1998年3月30日から『桜庭亮平 朝刊フジ』放送による2003年9月29日まで以来4年ぶりとなる。ただし以前の番組とは異なり、『エバーグリーン』（→『R』）ネット局が続けて本番組を5:00までネットするという形は取らず、ニッポン放送のみが『エバーグリーン』（→『R』）を4:30で飛び降りる（4:30 - 5:00はネット局への裏送り）形を取っている。なお金曜深夜の『R』はニッポン放送でも5:00までフル放送する。
初期の放送時代は、当番組で掛かるリクエスト曲はビートルズ、その他の洋楽、サザンオールスターズに限定されており、演歌や歌謡曲は一切掛からない。番組編成をいくつか組み替えていくうちに、オンエアする楽曲の幅が広くなっている。現在楽曲を流すのは「心に残るあの歌・この歌」のコーナー。「昭和」の楽曲が多く流れるようになった。また、テーマによっては平成の楽曲が流れることもあった。
『くり万太郎のオールナイトニッポンR』で4:28ごろに放送される降りコメントではくり万太郎が「それではここでニッポン放送でお聴きの皆様とはお別れで、この後は小倉淳さんが登場です。」とコメントしている。「早起き」最終回直前の曲は小倉淳がリクエストしたものであった。
小倉はこの番組期間中は毎朝2時起きだったという。そのまま3時に局に入り、キューシートと原稿の下読み、一般紙スポーツ紙を読む。また、生放送中は各新聞の一面のコピーが壁に貼ってあるほか、原稿などが机の上に並べられており、放送中はさながらカルタ取りのようにやっていたという。終了後は翌日の放送の番宣等の収録があった（2008年5月のニッポン放送タイムテーブルより）。
番組最後期に5:30の「GoodDay! モーニングフラッシュ」のコーナー用に使用されていたBGMは、この「早起きGoodDay!」終了後も不定期に日曜深夜の「朝もや」やスポーツ中継でRadikoで権利の都合上放送できない時にイントゥルメンタル曲として流されている。
番組第1回目の最初のリクエスト曲は前述の通り、「Love Me Do／The Beatles」、最終回のリクエスト曲は「心の瞳／坂本九」（坂本九の妻、柏木由紀子のリクエスト）。
2008年5月12日、「電話コーナー」の前での小倉の読む詩が前書きなどに掲載もされた『人生の時間銀行〜あした元気になるために』（ISBN 9784594055790）が扶桑社から出版された。初の番組本である。2008年5月12日正午から、三省堂書店有楽町店で小倉が出版記念サイン会（先着100名限定）を行った。その後もセブンイレブンの店頭などでサイン会を開催している（本の詳細はこちら）。